# Mănăstirea Govora
Mănăstirea Govora este o mănăstire de maici cu hramul Adormirea Maicii Domnului, una dintre cele mai vechi mănăstiri din Țara Românească, precum și un monument arhitectonic medieval de o rară frumusețe. Numele „Govora“ provine, probabil, din derivarea slavului găvariti, a vorbi, a spune și prin extensie izvor, murmur de izvor, sau din dialectul traco-dac care înseamnă „adâncitură“, vale cu multe izvoare.
Complexul mănăstirii Govora a fost inclus pe Lista monumentelor istorice din județul Vâlcea din anul 2015, având codul de clasificare  VL-II-a-A-09904.

## Amplasare
Mănăstirea este situată la poalele dealului Coșul Mare pe raza comunei Mihăești, pe fosta moșie Hința, la 6 km de Băile Govora și la 18 km de municipiul Râmnicu Vâlcea.

## Arhitectură
Biserica mănăstirii, așa cum apare astăzi, este ridicată pe un plan treflat având o singură turlă așezată pe naos, care are o cornișă de cărămidă în formă de dinți de fierăstrău. Pereții exteriori sunt drepți, singura ornamentație arhitectonică fiind un brâu cu trei funii ce o desparte în două. În rest sunt netezi, zugrăviți în alb, având ferestruicile înguste cuprinse între încadramente simple, netede, acestea fiind dublate de un chenar cu motive geometrice și vegetale. Pridvorul se sprijină pe 8 coloane de piatră simple, puțin îngustate spre vârf, terminate cu capitele late fară ornamentație. Tâmplele coloanelor și bolta pridvorului sunt acoperite de picturi murale. Decorațiunea murală interioară în schimb este deosebit de bogată lucrată în tehnica fresco, de zugravi cunoscuți ai epocii brâncovenești, semnăturile acestora fiind incă bine conservate.
Incinta mănăstirii este de formă poligonală, aproape trapezoidală, având lungimea, pe axul E-V de 60m, cu latura vestică măsurând 67m și cea estică 30m. Ea este compusă din zidul exterior pe care sunt situate încăperile folosite drept chilii precum și beciurile de suprafață. Chiliile sunt dispuse pe două niveluri, un parter supraînălțat și un etaj, acesta din urmă fiind adăugat în secolul XIX. Săpăturile arheologice au arătat 6 faze de extindere a incintei, în cea de la mijlocul secolului al XVII-lea funcționând și tipografia lui Meletie Macedoneanul.
Turnul-clopotniță de acces în incinta mănăstirii este etajat pe 4 nivele, având o înălțime de aproximativ 15m și o grosime a zidurilor de cca 2m. Primul cat este inaccesibil, iar etajele 2 și 3 sunt prevăzute cu găuri pentru tragere, având rol în defensiva complexului mănăstiresc. Ultimul etaj, care adăpostește clopotnița, este adăugat probabil în epoca brâncovenească. Rolul defensiv al primelor faze ale incintei mănăstirii se pot vedea foarte bine pe zidul de lângă turn ce mai păstrează meterezele și drumul de strajă, astăzi părți a podului chiliilor.

## Istoric
Începuturile mănăstirii sunt obscure, pierdute în pâcla deasă a timpului. S-a presupus că, inițial, mănăstirea de piatră ar fi fost clădită pe un locaș de cult catolic mai vechi din lemn. În sensul acesta arhitectul Ion Trajanescu, interesat de istoriul mănăstirii, culegea pe la 1910 o legendă locală conform căreia, la început ar fi fost o biserică, iar voievodul Radu cel Mare (posibil identificabil cu voievodul Radu I), ar fi ridicat actuala mănăstire pe fundația acesteia. Săpăturile arheologice din anii 1984-1985 nu au descoperit nici un fel de indidiciu în acest sens. Cu ocazia sondărilor făcute în acei ani au fost în schimb remarcate, la sud de actuala biserică, fundațiile unei clădiri vechi, probabil de secol XIV, cu dimensiunile de 19m lungime și cu grosimea zidurilor de 1,30m, încheiată cu un zid orientat nord-sud cu grosimea de 1,20m. Această clădire, neexcavată total datorită amplasării parțiale sub actuala biserică, este considerată a fi biserica originală a mănăstirii (Gh. T. Cantacuzino). Acest fapt este argumentat de orientarea zidurilor pe axa est-vest. Ulterior, arhitectul Cristian Moisescu, presupune, datorită liniei drepte a zidului lipsit de elementele specifice arhitecturii bisericilor, că porțiunea de zid sondată reprezintă de fapt rămășițele unei vechi incinte fortificate.
O altă teorie privitoare la ctitoriile anterioare celei ortodoxe este vehiculată de prof. Gh. T. Ionescu care consideră că actuala mănăstire ar fi luat locul unor așezări ale catarilor (sau bogomililor), teorie care nu are nici un fel de suport argumentat.
În muzeul mănăstirii este păstrat un clopot spart în greutate de 250 kg cu inscripția S-a turnat acest clopot în numele lui Dumnezeu și al Sfântului Nicolae 6965 (1456-1457), adică în timpul domniei lui Vlad Țepeș, însă primul document care să ateste mănăstirea este un hrisov datat 27 septembrie 1485 în care egumenul de atunci, Iosif Govoreanul, cumpăra câteva loturi de teren în oraș (la Râmnic probabil) de la  Hijul. În lipsa altor dovezi sau izvoare scrise, presupunerile în ceea ce privește momentul întemeierii locașului de cult duc la concluzia că acesta s-ar fi întâmplat pe undeva spre mijlocul secolului XV, probabil chiar în timpul domniei lui Vlad Dracul, cum reiese dintr-un document al lui Radu cel Mare, sau chiar spre începutul aceluiași secol, cum reiese din pomelnicul mănăstirii, care începe cu Mircea cel Bătrân. De altfel materialul arheologic cel mai vechi scos la lumină poate fi datat tot cam din acea perioadă, excepția făcând zidul enigmatic de care am vorbit mai sus.
În timpul domniei lui Vlad Țepeș se consumă un moment important, răzvrătirea lui Albu cel Mare, puternic feudal vâlcean, probabil înrudit cu Basarabii, care încearcă să-l înlăture pe domn. Acesta cotropește satele mănăstirii Glodul și Hința (localități astăzi dispărute) pe care le avea [...] de la începutul Țării Românești[...] (D.I.R., B. sec.XVII, vol.III, p. 4) pustiind și mănăstirea însăși. În urma luptelor date cu voievodul țării, Albu cel Mare este înfrânt [...] și l-a prins și l-a tăiat, pe el și pe tot neamul lui.. Satele sunt confiscate de la viclean însă sunt date unor alți boieri, ulterior fiind răscumpărate și donate mănăstirii de Radu cel Mare.
Pisania cea mai veche păstrată afirmă că [...] această biserică cine a zidit-o nu se știe [...] iar Radu cel Mare [...] au dires-o și au înfrumusețat-o [...]. De altfel domnia acestui voievod a însemnat un moment important pentru acest locaș de cult. Voievodul reface aproape din temelii biserica [...] pe care am văzut-o părăsită de la sfânt răposații strămoșii noștri [...] (D.I.R., B, vol.I, p. 241), îi confirmă vechile danii de la Vlad Dracul, bunicul său, Vlad Călugărul și Smaranda (Salomia), părinții săi, și îi face alte multe danii.

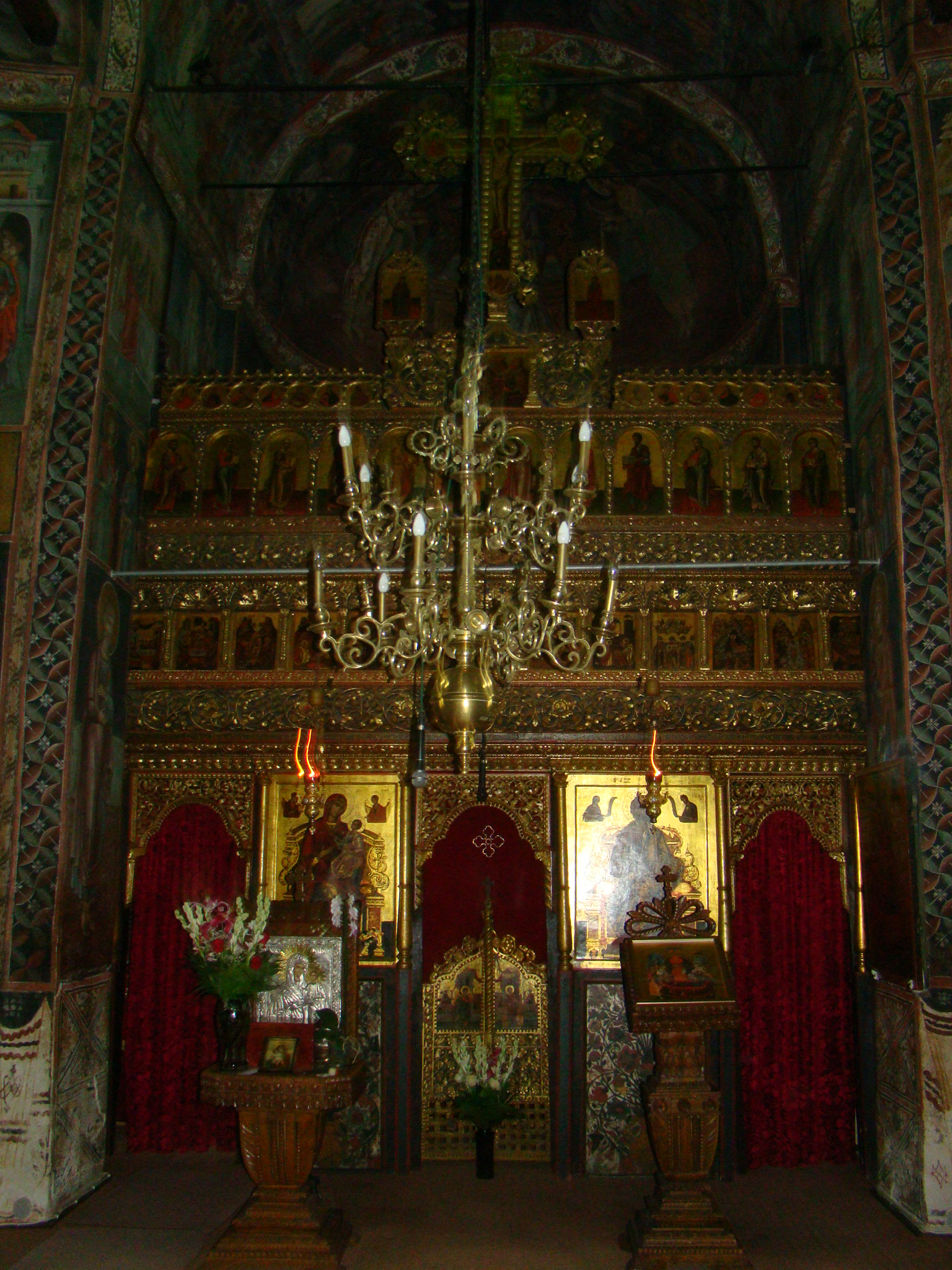
Altarul bisericii.

După daniile făcute de acest voievod, mănăstirea Govora, devine una dintre cele mai importante mănăstiri ale țării, ieromonachii continuând să păstreze și să sporească moșiile ce întrețineau viața monahală și spiritualitatea ortodoxă. În primăvara lui 1611, în urma invaziei și jafului armatelor principelui Transilvaniei, Gabriel Báthory, lăcașul este cu siguranță afectat, însă documentele nu consemnează acest lucru, pagubele suferite fiind probabil minore.
În timpul domniei lui Matei Basarab, în urma unor ample lucrări de reconstrucție, reconsolidare și extindere, conform opiniei istoricului H. Stănescu („Arhivele Olteniei”, 1936, p. 424), aici se instalează, în 1637, a doua tipografie cunoscută din Țara Românească. Încă din primii ani de funcționare, de sub teascurile acestei tipografii vor cunoaște lumina tiparului lucrări importante ale culturii medievale românești precum Psaltirea slavonească la 1637-1638 și mai ales la 1640 prima lucrare tipărită în limba română Pravila bisericească cunoscută sub denumirea de Pravila de la Govora, în traducerea călugărului Mihail Moxa. De altfel egumenul Meletie Macedoneanul, cel care a supravegheat și încurajat activitatea de tipărire, este unul dintre cei mai importanți stareți ai mănăstirii, în cei 4 ani cât a condus lăcașul (1636-1640) l-a făcut cel mai renumit și mai bogat așezământ monahal al țării a acelui veac.
Un alt stareț important a fost ieromonahul Paisie (1683 - 1715), în timpul căruia biserica mănăstirii este refăcută căci era „[...] prea învechită și crăpată, cât îi venea vremea a cădea [...]“ (Ghenadie Enăceanu, „Vizite canonice”, București, 1892, p. 23) iar interiorul a fost zugrăvit așa cum se vede și astăzi.  Cu această ocazie a fost zugrăvit în pronaus și chipul domnitorului Constantin Brâncoveanu; cât estede real, greu de stabilit, însă cu certitudine este cea mai veche reprezentare a chipului marelui cărturar.   Același stareț reface și sporește mijloacele de întreținere ale călugărilor, de altfel toate reparațiile fiind făcute pe cheltuiala mănăstirii. Plecarea din scaunul stăreției mănăstirii Govora a acestui bun gospodar este legată indisolubil de decapitarea marelui voievod Constantin Brâncoveanu, legăturile dintre aceștia, sau relațiile ieromonahului cu viața politică a epocii, rămânând încă necunoscute.
Alte reparații, la chilii și trapeza mănăstirii, sunt făcute de către starețul Ștefan Mănăstireanu (1762 - 1774; 1778 - 1782), lucrările fiind continuate de Mihail Tetoianu (1775 - 1778), iar ieromonahul Anatolie (1782 - 1787) reface ușa cea mare a clopotniței stricată de Florea hoțul și pictează bisericuța cea mică a egumenului Ilarion (lucrare executată de zugravul Dimitrie).
După acestă perioadă de înflorire urmează decăderea, culminând cu perioada de stăreție a arhimandritului Constandie (1805) care [...] lipsit de minți [...] (Aurelian Sacerdoțeanu, „Pomelnicul Mănăstirii Govora” în „Mitropolia Olteniei”, nr.10-12/1961, p. 821) a arendat păgubos parte din moșiile mănăstirii pe mai mulți ani, băgând mănăstirea la grele datorii.
Egumenii ce i-au succedat, greci după naștere, au sporit starea de decădere judecându-se cu creditorii, pentru ca în 1814 toate averile mănăstirii să fie trecute în posesia Epitropiei spitalului străinilor, iar mănăstirea nu a mai înregistrat nici un stareț până în 1842.
În timpul starețului Nicandru Vasilescu (1863 - 1882) sunt refăcute chiliile, adăugându-se încă un etaj la cel existent. În timpul reparațiilor la clădirea Episcopiei Râmnicului (1890) episcopul Ghenadie Enăceanu se mută temporar la mănăstirea Govora, cu această ocazie făcându-se unele reparații și înbunătățiri la clădirile anexe.
Pe 20 iulie 1959, regimul comunist, printr-un act arbitrar, modifică statutul mănăstirii, transformând-o în mănăstire de maici prin aducerea a 21 de călugărițe de la Mănăstirea Bistrița (județul Vâlcea), în frunte cu stareța acestora Evghenia Racoviță (1959 - 1964). Maicile care au urmat în stăreție, au contribuit la refacerea și modernizarea vieții monahale din acest lăcaș de închinăciune, astfel că, în ziua de azi, Mănăstirea Govora se prezintă ca un giuvaer al artei medievale românești bine conservat și apt de a duce mai departe spiritualitatea acestui neam.